# Ченчо Гъялцен
Ченчо Гъялцен (10 мая 1996, гевог Шапа, дзонгхага Паро, Бутан) — бутанский футболист, нападающий. Лучший бомбардир в истории национальной сборной.

## Карьера
Играть в футбол Ченчо Гъялцен начал в начальной школе, потом занимался боевыми искусствами, но в итоге решил сконцентрироваться на футбольной карьере.
С 2008 по 2014 год выступал в составе команды Йидзин, с которой в 2013 году выиграл Бутанскую Национальную Лигу и вышел в финал Кубка Короля 2013 года, где дубль Ченчо не помог бутанцам победить непальский клуб Мананг Маршиангди.
В 2014 году выступал в составе команды Друк Юнайтед и был её капитаном.
В 2015 году месяц был на просмотре в команде из Таиланда Бурирам Юнайтед. В дальнейшем играл в молодёжном фарм-клубе тайской команды, а в 2016 году вернулся в Бутан. Там он стал лучшим бомбардиром чемпионата в составе клуба Тхимпху, а также некоторое время играл в составе команды Тертонс, выступавшей в Кубке АФК. Он сделал дубль в игре с Шейх Руссел из Бангладеш и помог своей команде выиграть квалификационную группу.
Ченчо Гъялцен выступал за бутанские сборные разных возрастов, начиная с U-12. В 2011 году дебютировал в национальной сборной игрой против команды Непала. В марте 2015 года вместе со сборной дебютировал в отборе к чемпионату мира. В ответном матче со Шри-Ланкой на стадионе Чанглимитанг Гъялцен отметился дублем и помог бутанцам сенсационно преодолеть первый раунд. Также в рамках отбора дважды поразил ворота сборной Мальдивских островов, что позволило стать ему лучшим бомбардиров в истории сборной Бутана.
В Бутане Ченчо Гъялцен носит прозвища «CG7» и «Бутанский Роналду».